# 新見市営バス
新見市営バス（にいみしえいバス）は、岡山県新見市にて運行しているコミュニティバスである。
なお、新見市に合併前の各町にて運行していた自治体バスについても、この項にて述べる。

## 概要
- 元々合併前の大佐町、神郷町、哲多町、哲西町が運行していた町営バスなどを、各町を合併した新見市が引き継いで一まとめにしたものである。
  - そのため、路線は大佐地域、神郷地域、哲多地域、哲西地域に分かれている。
- 運賃は100円単位の区域制（同一区域内なら100円、区域を跨ぐごとに100円追加）。ただし、備北バス路線との並行区間が存在する宮河内線のみ10円単位の区間制になっている。
  - 小中学生および高校生は半額（10円未満切り捨て）で、未就学児は無料。
- 日曜・祝祭日及び12月29日 - 1月3日、8月13日 - 15日の間は運休。但し、大佐・哲西地域の全線と、哲多地域の新砥線・荻尾線は土曜日も運休。
- 運行形態は、道路運送法の規定に基づく自家用自動車（白ナンバー車）による有償運送である。

## 沿革
- 2005年3月31日 - 大佐町、神郷町、哲多町、哲西町の新見市への合併に伴い、各町の町営バスなどを引き継いで新見市営バスとする。
- 2007年10月1日 - 料金及び運行日を変更。[1]
  - 宮河内線を除く路線の料金を100円単位の区域制に変更。
  - 哲西地域全線と哲多地域の新砥線・荻尾線を土曜日も運休に。大佐・哲多地域をお盆（8月13日～15日）も運休に、神郷・哲多地域を12月29日～30日も運休にし年末年始休を揃えた。
- 2008年4月1日 - 中学生、高校生の料金を半額に変更。[2]

## 路線
各地域（大佐地域、神郷地域、哲多地域、哲西地域）ごとの路線は、以下の通りである。　※（）内は不経由便あり、A／BはAかBの選択経由

### 大佐地域
大井野線
- 君山（ - 伏谷） - 伏谷口 - 中組上／赤松 - 定藤（ - 夏日）（ - 徳定橋） - 落合（ - 幼児教育センター）（ - 角西井交差点）（ - 大佐診療所） - 刑部駅

布瀬線
- 勘定下（ - 湯井） - 神場（ - 宗貞） - 布瀬 - 新殿 - 平松 - 金藤 - 刑部駅
- 勘定下（ - 湯井） - 神場 - 布瀬 - 新殿 - 平松 - 山影 - 是森下（ - 幼児教育センター - 角西井交差点 - 大佐診療所） - 刑部駅

田治部線
- 大畑 - 新田（ - 尾原 - 東山） - 田治部駅 - 仲屋（ - 奥谷） - 京明 - 金藤 - 刑部駅 - 大佐診療所 - 角西井交差点 - 幼児教育センター - 刑部駅
- 大畑 - 新田（ - 尾原 - 東山） - 田治部駅 - 仲屋（ - 奥谷） - 京明 - 山影 - 郷尾口 - 刑部駅

幼児教育センター線
- 刑部駅（ - 大佐診療所） - 角西井交差点（ - 是森） - 幼児教育センター - 役場バイパス（ - 大佐診療所） - 刑部駅

大佐海洋センター線
- 刑部駅 - 角西井交差点 - 幼児教育センター - 役場バイパス - 海洋センター - 役場バイパス - 幼児教育センター - 角西井交差点 - 刑部駅
- 刑部駅 - 旧商工会 - 海洋センター - 役場バイパス - 幼児教育センター

### 神郷地域
木谷線
- 木谷 - 大原 - 長久（ - 神郷温泉） - 野原 - 上和忠 - 新郷駅 - 本村上 - 落合 - 足立駅前 - 舞尾原 - 神代駅前

田口線
- 千屋歯科診療所 - 新橋 - 東田口 - 三坂 - 押合 - 三ヶ市 - 診療所前 - 新郷駅 - 本村上 - 落合 - 足立駅前

三室線
- 三室上 - 三室 - 上油野 - 油野出張所前 - 落合 - 足立駅前 - 舞尾原 - 神代駅前 - 福祉センター前

坂根線
- 坂根西 - 坂根駅前 - 門前 - 福祉センター前 - 神代駅前

### 哲多地域
宮河内線
- 本郷 - メディカルクリニック前 - 幸田 - 宮河内 - 健康の森学園 - 宮河内 - 幸田 - 正田橋 - 市役所前 - 新見駅

新砥線
- 萬歳 - 蚊家 - 金蛍交流館 - 新砥市民センター前 - 田淵 - 南北 - 野原 - 釼峠 - 郵便局前 - 野馳駅

荻尾線
- 萬歳 - 萬歳泉 - 井原 - 熊野 - 井倉洞前 - 井倉駅

### 哲西地域
下野部野原線
- 神社前 - 大野部振興センター（ - 野原公会堂） - 釼峠 - 郵便局前（ - 野馳駅） - 畑木（ - きらめき広場哲西） - 保育園

下タ組東城線
- 下タ組 - 市岡駅 - 矢神小学校前 - 矢神駅 - きらめき広場哲西（ - 保育園） - 畑木 - 野馳駅 - 二本松 - 東城病院前

## 以前運行していた自治体バス
新見市に合併前の自治体にて運行していた、大佐町ふれあいバス（おおさちょうふれあいバス）、神郷町営バス（しんごうちょうえいバス）、哲多町営バス（てったちょうえいバス）、哲西町営バス（てっせいちょうえいバス）について、以下に述べる。

### 大佐町ふれあいバス

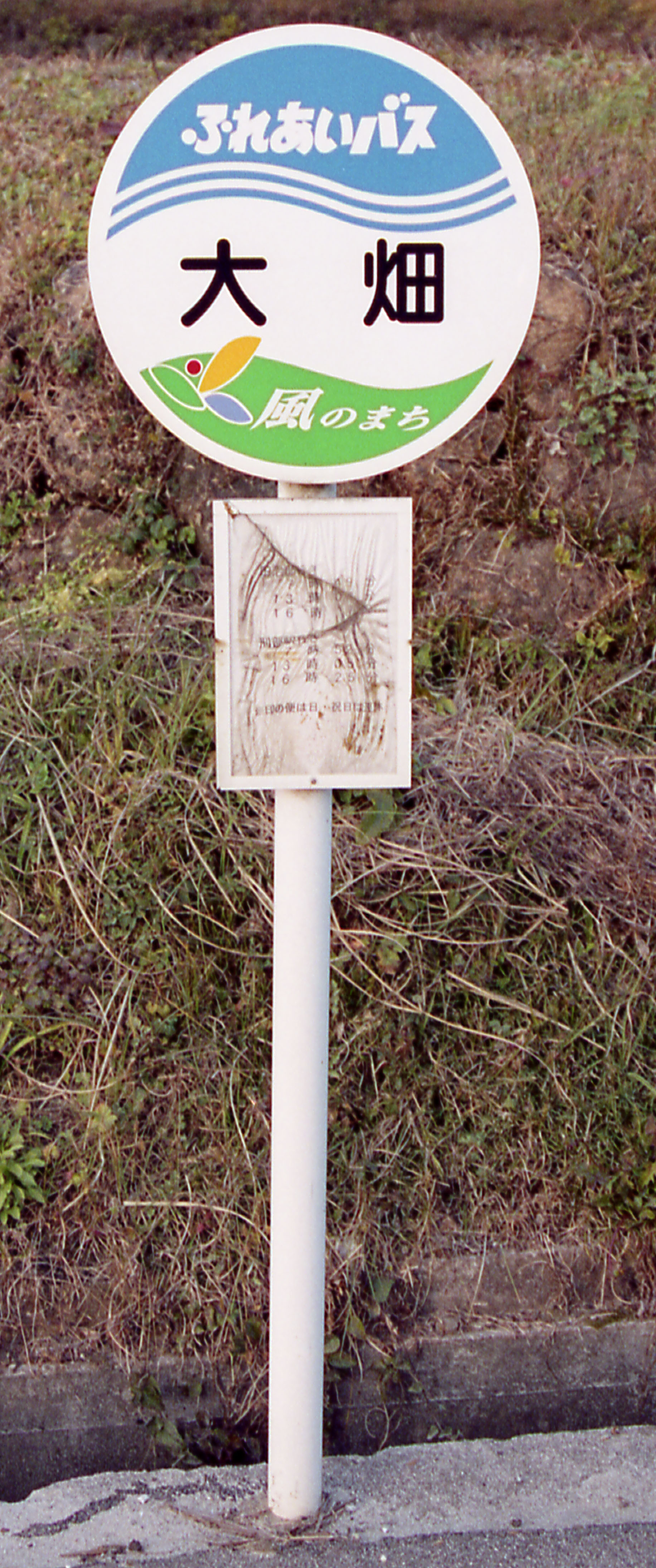
大佐町ふれあいバスのバス停

- 大佐町が運行していた廃止代替バスで、道路運送法の規定に基づく自家用自動車（白ナンバー車）による有償運送（いわゆる80条バス）での運行であった。
- 運賃は200円均一で、小人は100円、町内在住の65歳以上の高齢者、中学・高校生、身障者及びその介護者、長期通院者は半額。旧刑部町、旧丹治部村、旧上刑部村の地域内移動も半額。
  - 11枚綴りの回数券（10回分の運賃）、定期券（大人用と小人用とがあり、いずれも定額、1ヶ月用のみ）もあった。

#### 沿革
- 1977年1月 - 備北バスの廃止代替として、町民バス運行開始。[3]
  - 大佐町役場発刑部大井野線（君山折返、月・水・金曜のみ）、刑部布瀬田治部線（勘定折返、火・木曜のみ）の2路線。祝日休。
- 1982年12月 - 福祉バス運行開始。
- 1994年10月 - 福祉バス2台によりふれあいバス運行開始。

#### 路線
以下5路線があった。
刑部・大井野線
- 刑部駅 - 大井野
  - 平日3往復運行であった。

刑部・布瀬線
- 刑部駅 - 布瀬
  - 平日3往復運行であった。

刑部・田治部線
- 刑部駅 - 田治部
  - 平日3往復運行であった。

幼児教育センター線
- 刑部駅 - 平松
  - 平日4往復運行であった。

大佐海洋センター線
- 刑部駅 - 海洋センター
  - 平日4往復運行であった。

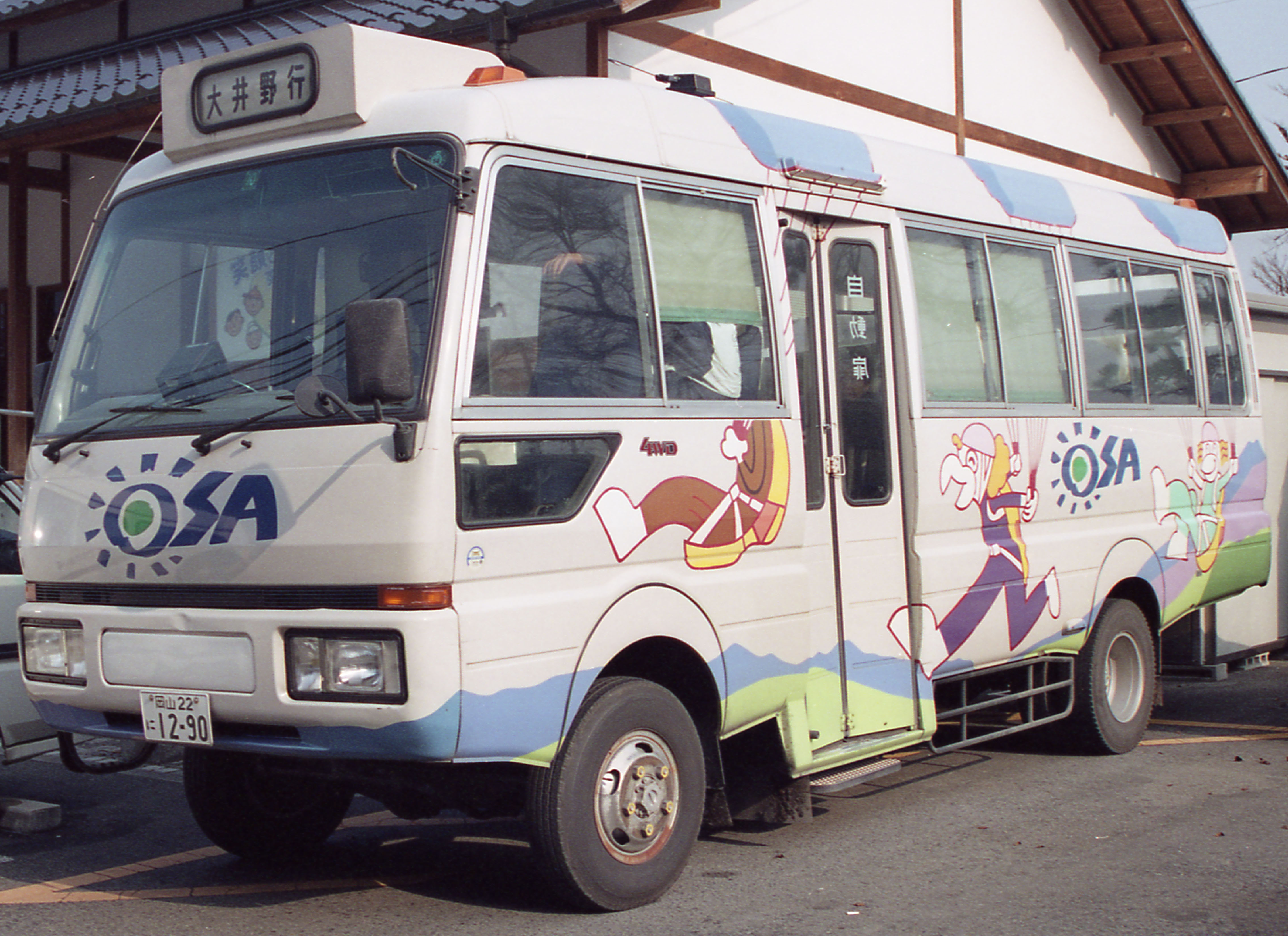
大佐町ふれあいバスの車両（2001年当時）
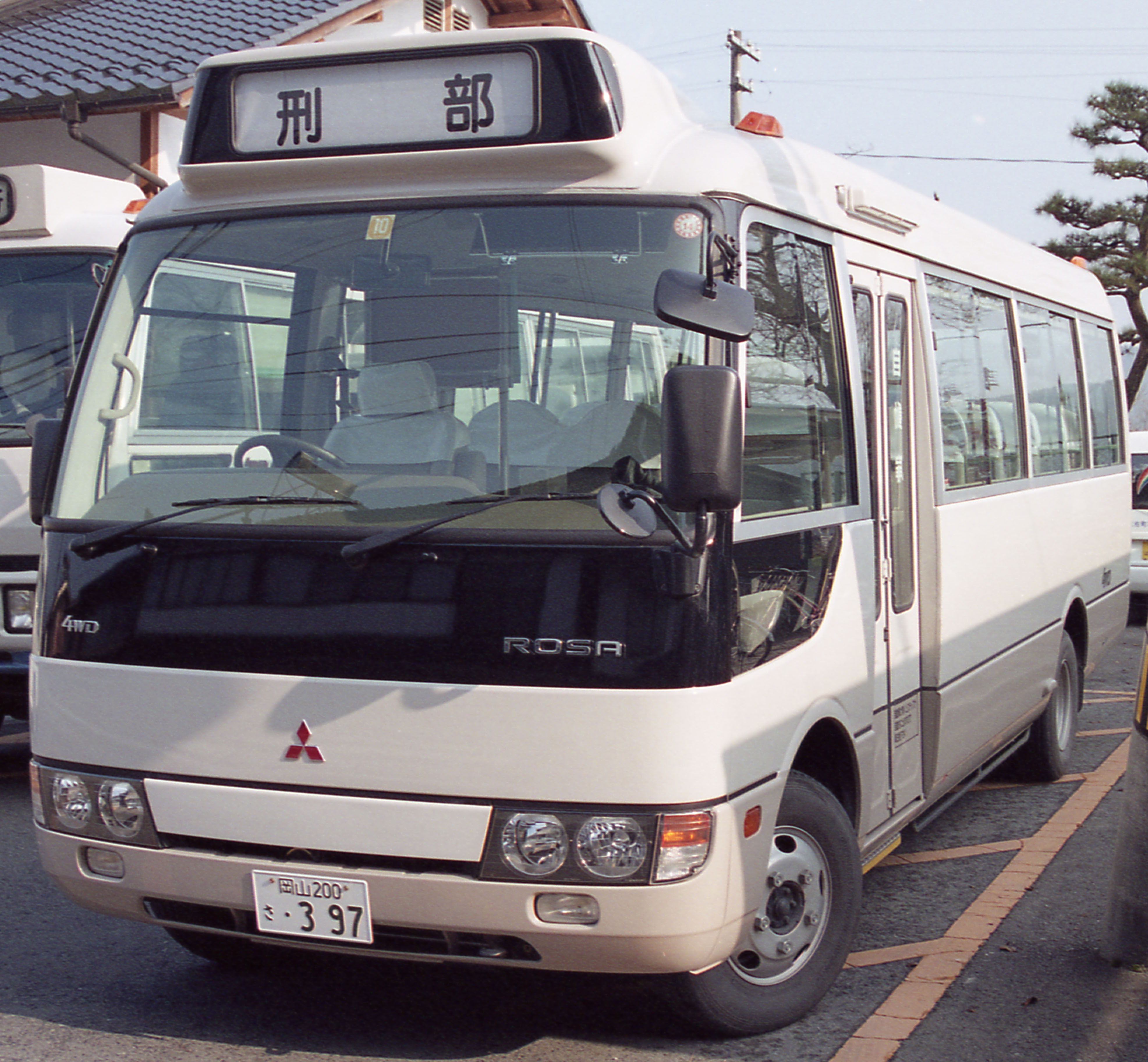
大佐町ふれあいバスの車両（2001年当時）

### 神郷町営バス

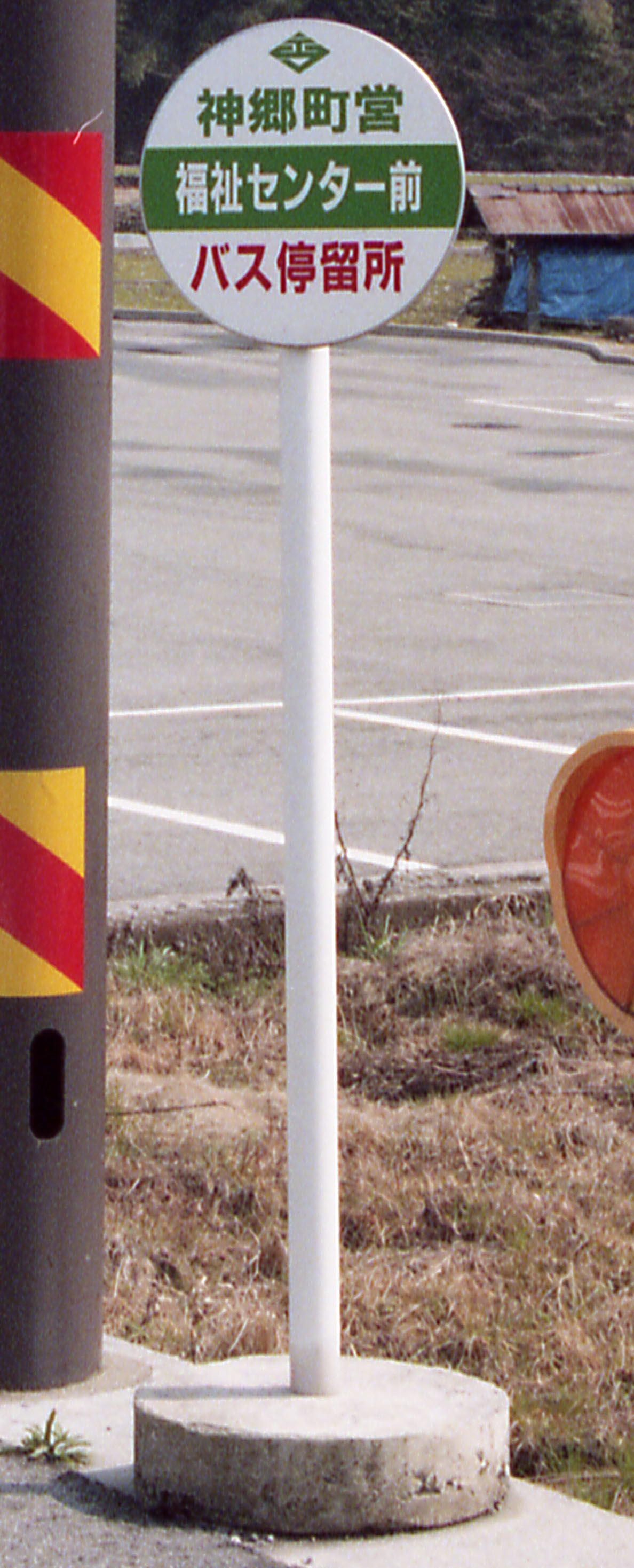
神郷町営バスのバス停

- 神郷町が運行していた廃止代替バスで、道路運送法の規定に基づく自家用自動車（白ナンバー車）による有償運送（いわゆる80条バス）での運行であった。
- 運賃は100円単位での区間制（区間：木谷 - 新郷駅、田口 - 新郷駅、新郷駅 - 足立駅、三室 - 足立駅、足立駅 - 神代駅、坂根駅 - 神代駅）であった。
  - 町内在住の65歳以上の高齢者、小児、及び身障者は半額だった。
  - 11枚綴りの回数券（10回分の運賃）、定期券（一般用と通学用とがあり、それぞれ1ヶ月用、3ヶ月用があった）もあった。

#### 沿革
- 1971年8月 - 町営バス車両購入。[4]　※路線は不明
- 1986年5月 - 新郷駅 - 木谷、新郷駅 - 田口間で町営バス運行開始。

#### 路線
以下4路線があった。
坂根線
- 坂根西 - 神代駅
  - 1日5往復運行であった。

三室線
- 三室上 - 福祉センター
  - 1日4 - 5往復運行であった。

木谷線
- 木谷 - 神代駅
  - 1日5往復運行であった。

田口線
- 東田口 - 神代駅
  - 1日5往復運行であった。

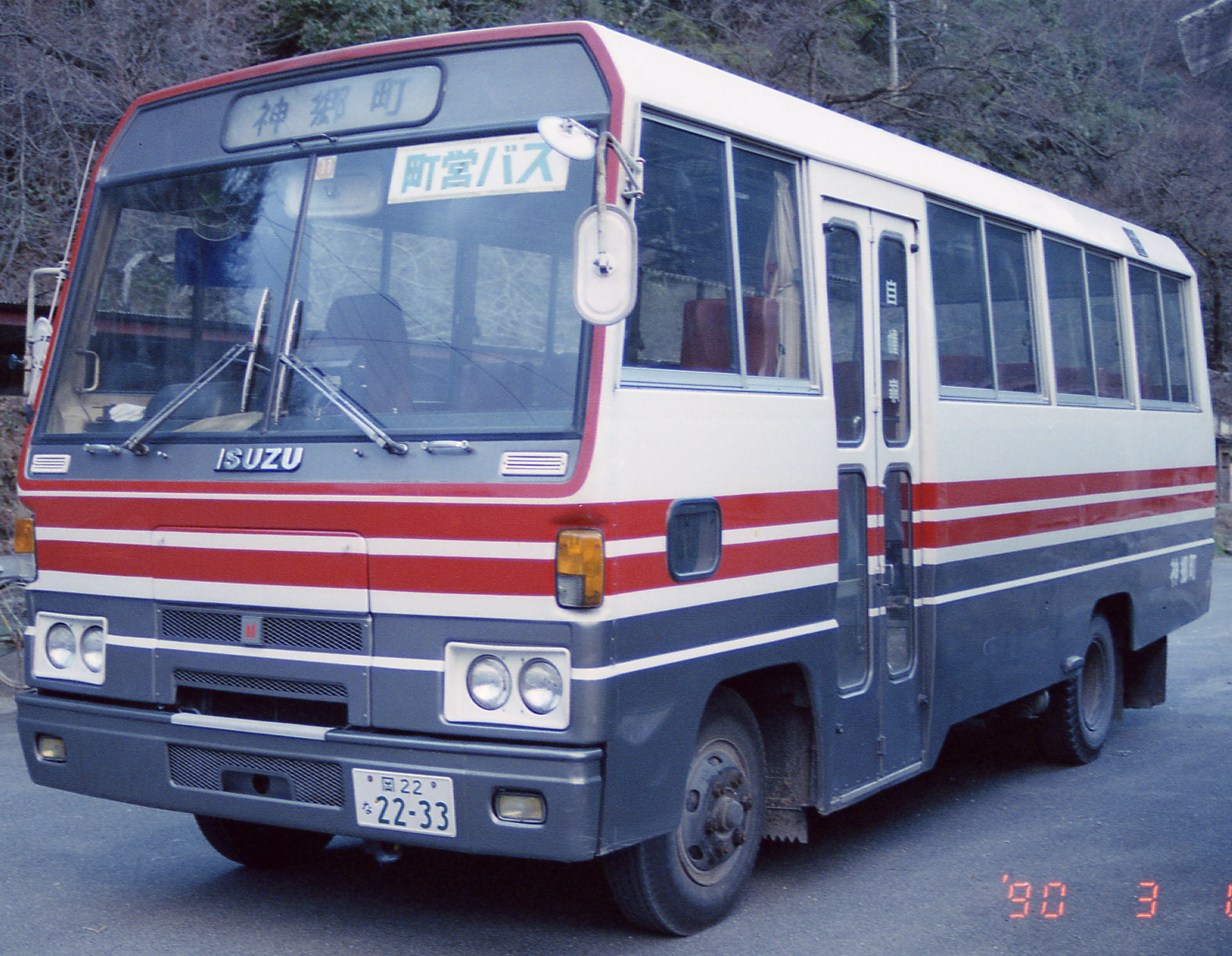
神郷町営バスの車両（1990年当時）
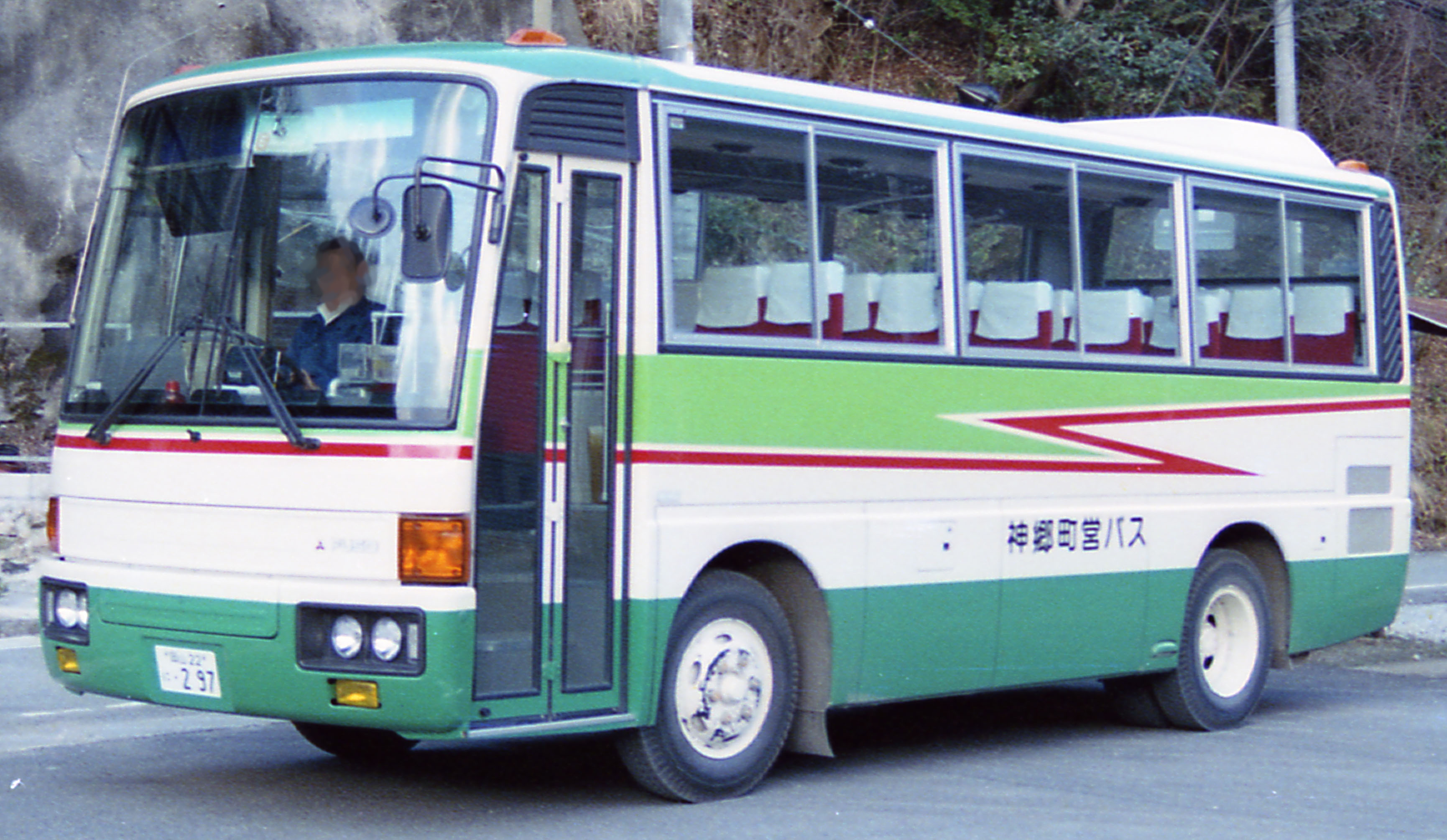
神郷町営バスの車両（1990年当時）

### 哲多町営バス
- 哲多町が運行していた廃止代替バスで、道路運送法の規定に基づく自家用自動車（白ナンバー車）による有償運送（いわゆる80条バス）での運行であった。
- 運賃は10円単位の対キロ区間制で、小人（12歳未満）、及び身障者（要介護者の場合その介護者も）は半額、保護者同伴の幼児（6歳未満）は1人まで無料。
  - 11枚綴りの回数券（10回分の運賃）、定期券（一般用と通学用とがあり、それぞれ1ヶ月用、3ヶ月用があった）もあった。
- 合併前の新見市内に乗り入れる路線もあり、そのため新見市も運行経費を一部負担していた。

#### 沿革
- 1971年10月 - 町営バス新見線（宮河内線）運行開始。[4]
- 1976年6月 - 萬歳 - 熊野、萬歳 - 野馳間で運行開始。
- 1978年12月 - 熊野 - 井倉駅まで延長運行開始。

#### 路線
以下3路線があった。
宮河内線
- 本郷 - 新見駅
  - 1日3往復運行であった。

新砥線
- 萬歳 - 南北 - 野馳駅
  - 萬歳 - 南北間1日4往復、野馳駅まで3往復運行であった。

荻尾線
- 萬歳 - 熊野 - 井倉駅
  - 萬歳 - 熊野間1日4往復、井倉駅まで3往復運行であった。

哲多町営バスの車両
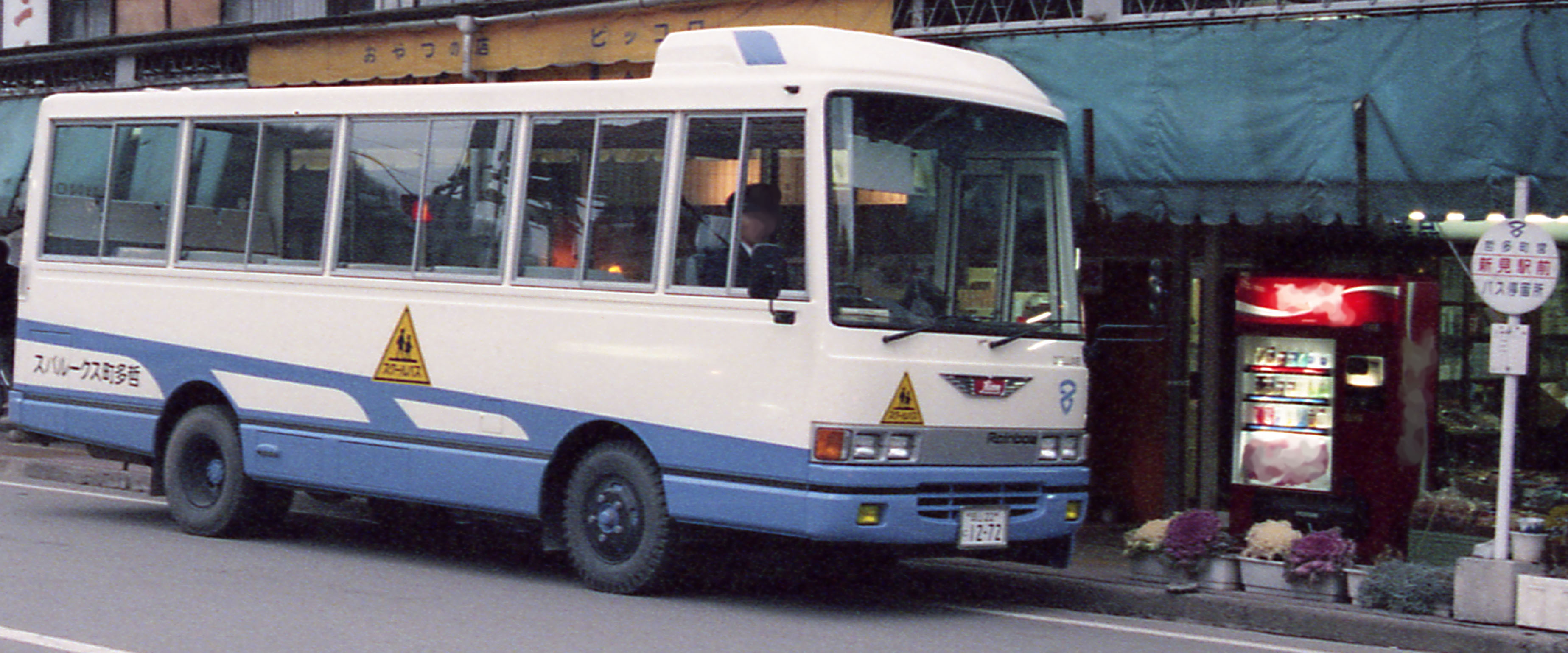
宮河内線の車両（1996年当時）とバス停
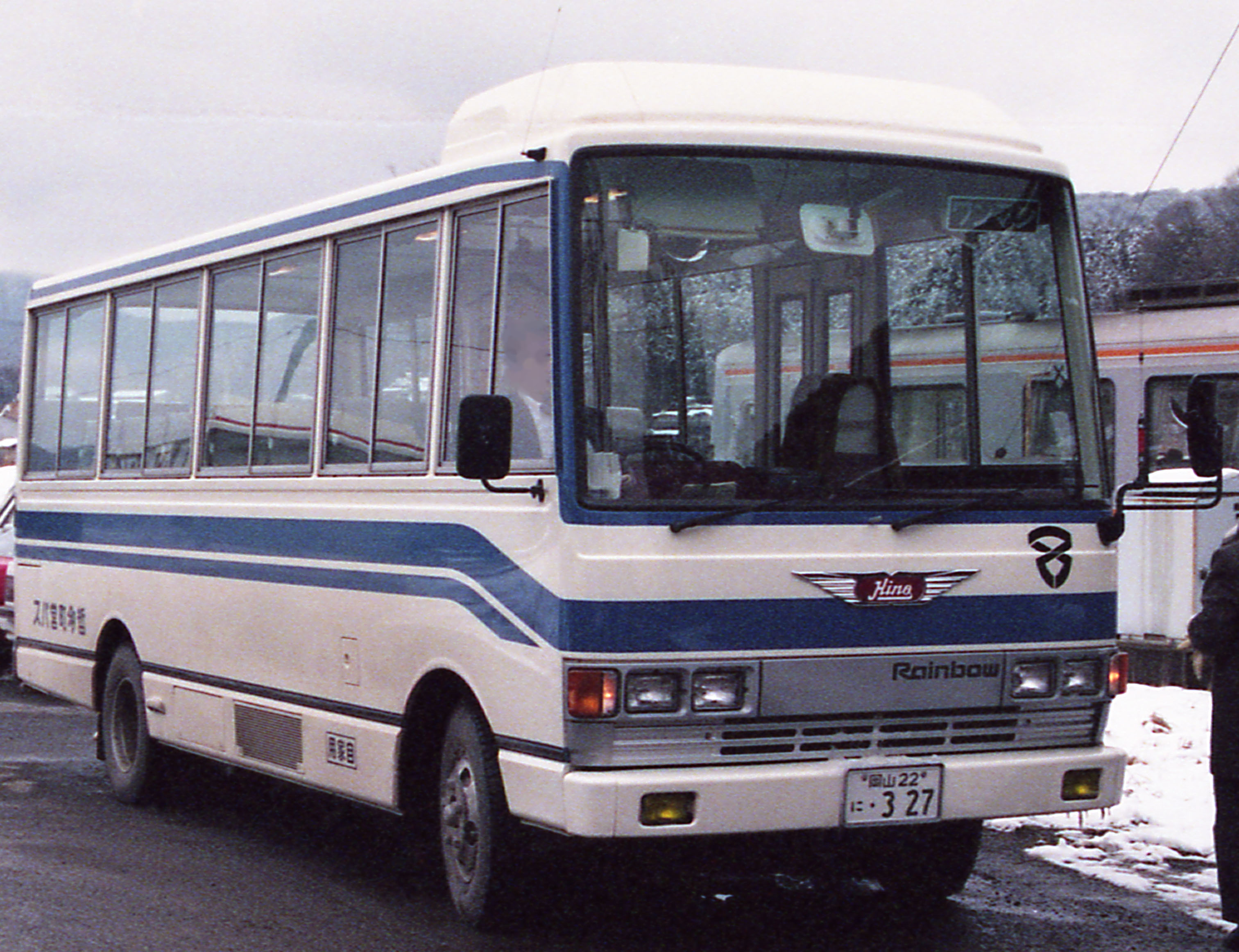
新砥線の車両（1996年当時）

### 哲西町営バス
- 哲西町が運行していた廃止代替バスで、道路運送法の規定に基づく自家用自動車（白ナンバー車）による有償運送（いわゆる80条バス）での運行であった。
- 運賃は150円均一で、小人（12歳未満）、及び身障者は半額（10円未満の端数切り上げ）、保護者同伴の幼児（6歳未満）は1人まで無料。
  - 11枚綴りの回数券（10回分の運賃）、定期券（一般用と通園用とがあり、いずれも定額、1ヶ月用のみ）もあった。
- 運転業務は民間バス事業者に委託していた。

#### 沿革
- 1975年4月 - 町営バス運行開始。[4]
- 1997年11月 - 町営バス民間委託化。

#### 路線
以下2路線があった。
坂根・東城線
- 坂根駅 - 東城郵便局前
  - 平日4往復運行であった。

下野部・市岡線
- 市岡駅 - 大野部・野原
  - 平日4往復運行であった。

この他に、「フリー区間」として、以下の路線が週1回1往復で運行されていた。この路線は「哲西町福祉バス」として町営バスと別扱いになっていたが、運賃は町営バスと同じ150円均一だった。

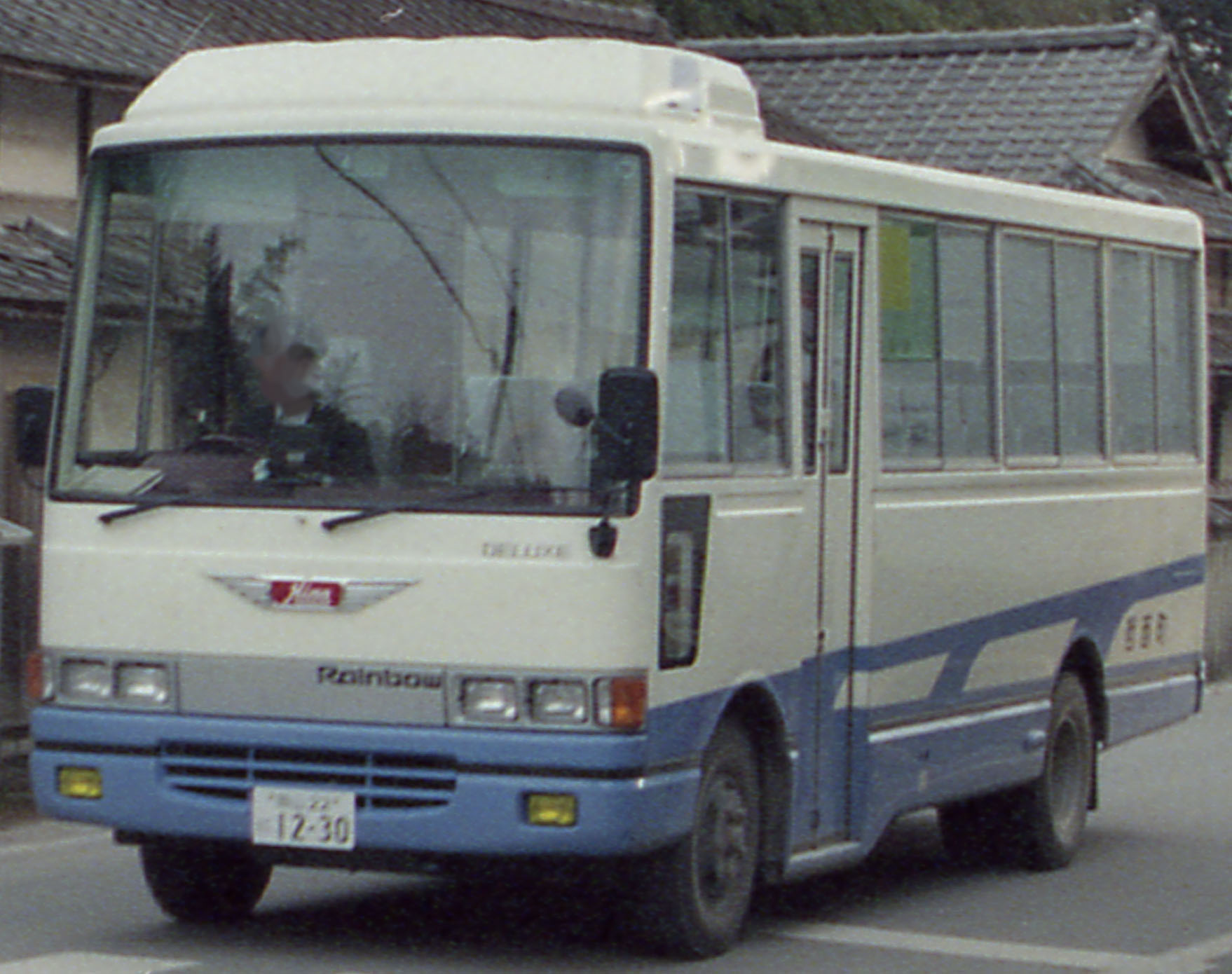
哲西町営バスの車両（1996年当時）

- 干子等 - 哲西診療所
- 日長谷等 - 哲西診療所
- 青谷等 - 哲西診療所
- 川南等 - 哲西診療所
- 川東等 - 哲西診療所

## 参考資料
- 第14会阿新地域合併協議会　協議事項　協定項目26-7　交通関係事業（その2）